# Jeff Cardoni
Jeff Cardoni, all'anagrafe Jeffrey E. Cardoni (Wilkes-Barre, 1º gennaio 1970), è un compositore e polistrumentista statunitense.

## Biografia
Dal 1988 al 1991 ha frequentato la facoltà di Ingegneria alla Pennsylvania State University.

## Filmografia parziale

### Cinema
- Just Friends (Solo amici) (Just Friends), regia di Roger Kumble (2005)
- Quel che resta di mio marito (Bonneville), regia di Christopher N. Rowley (2006)
- American Pie presenta: Nudi alla meta (American Pie Presents: The Naked Mile), regia di Joe Nussbaum (2006)
- Save Me - Salvami (Save Me), regia di Robert Cary (2007)
- Il cane pompiere (Firehouse Dog), regia di Todd Holland (2007)
- American Pie Presents: Beta House, regia di Andrew Waller (2007)
- Miss Marzo (Miss March), regia di Zach Cregger e Trevor Moore (2009)
- You and I, regia di Roland Joffé (2011)
- La truffa perfetta (Guns, Girls and Gambling), regia di Michael Winnick (2012)
- Step Up: All In, regia di Trish Sie (2014)
- Mike & Dave - Un matrimonio da sballo (Mike and Dave Need Wedding Dates), regia di Jake Szymanski (2016)
- C'era una volta a Los Angeles (Once Upon a Time in Venice), regia di Mark Cullen e Robb Cullen (2017)

### Televisione
- CSI: Miami – serie TV (2003-2012)
- Wilfred – serie TV (2012-2014)
- The Grinder – serie TV (2015-2016)
- Come sopravvivere alla vita dopo la laurea – serie TV (2016)
- Silicon Valley – serie TV (2014-2016)
- Training Day – serie TV (2017)
- Girlboss – serie TV (2017)
- A.P. Bio – serie TV (2018-in corso)

## Discografia parziale

### Album in studio
- 2007 - Firehouse Dog
- 2008 - Bonneville: Original Motion Picture Soundtrack
- 2014 - Firelight
- 2016 - Bad Kids of Crestview Academy
- 2016 - Mike and Dave Need Wedding Dates (Original Motion Picture Score)
- 2017 - Once Upon A Time In Venice (Original Motion Picture Soundtrack)